# Nossa Senhora da Penha de França

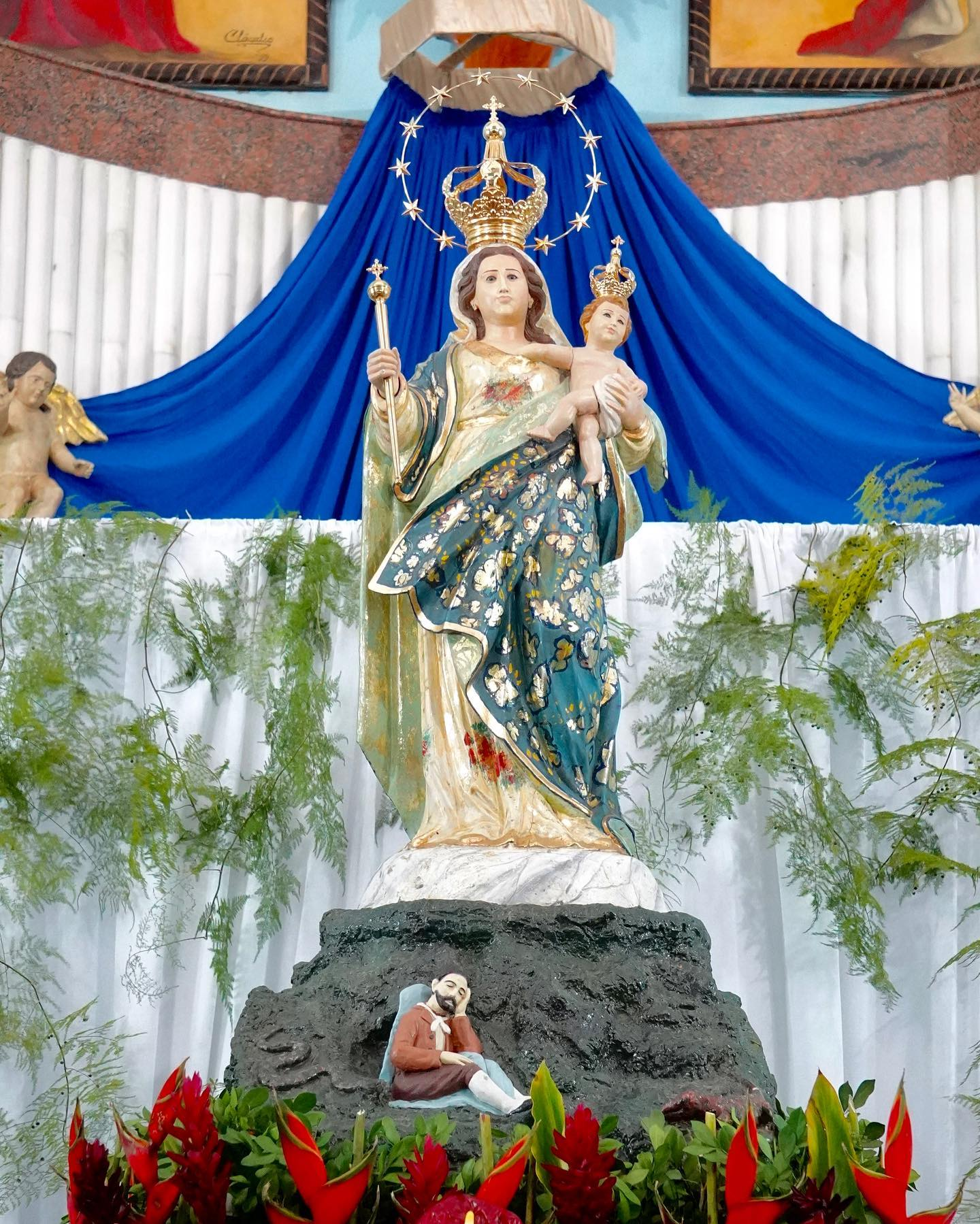
Imagem de Nossa Senhora da Penha, venerada em Serra Talhada, Pernambuco.

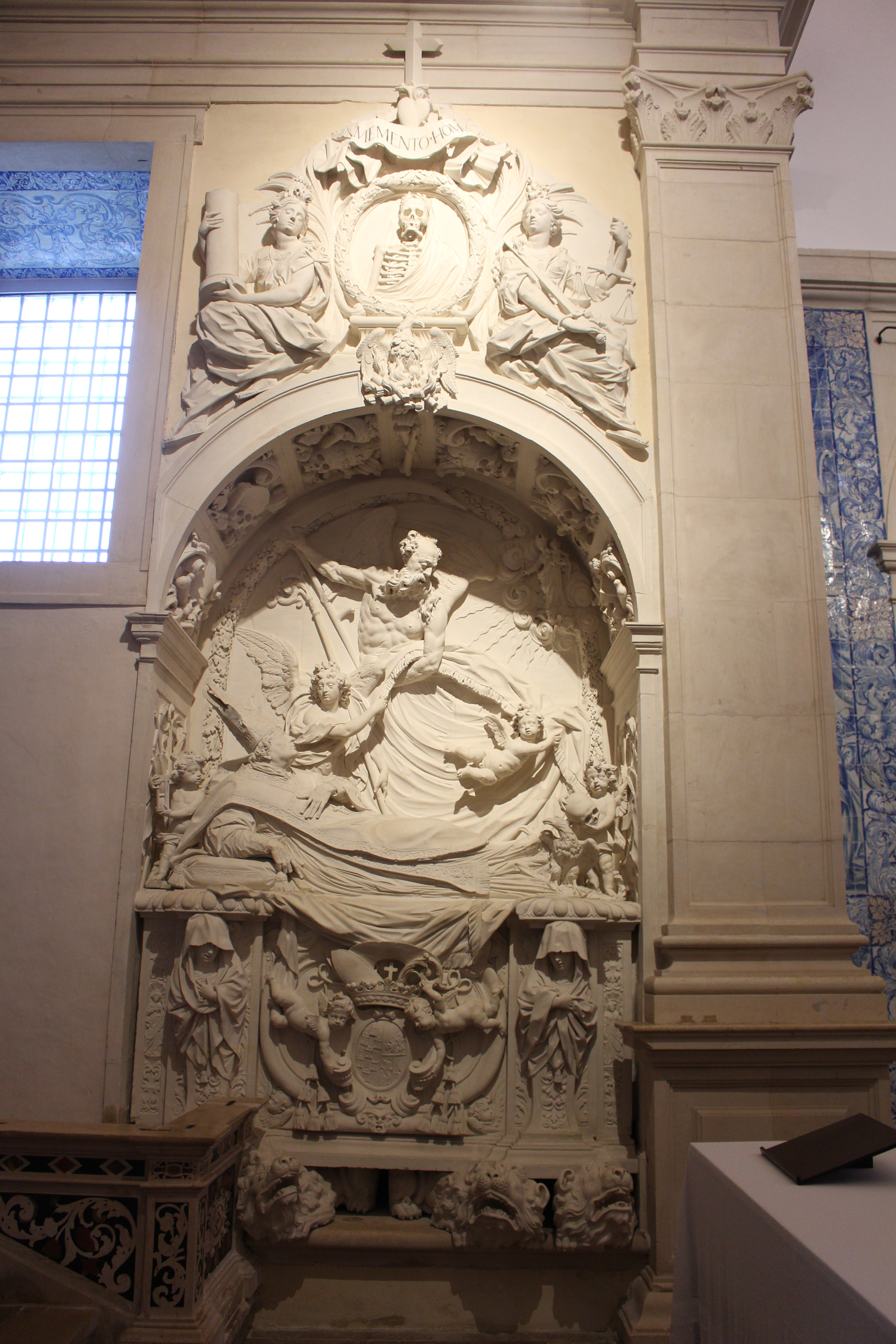
Túmulo de D. Manuel de Moura Manuel, no interior da Capela de Nossa Senhora da Penha de França, na Vista Alegre (Ílhavo)

Nossa Senhora da Penha de França ou Nossa Senhora da Penha é um dos nomes que recebe Maria, mãe de Jesus, que acreditam os católicos, apareceu a Simão Vela no oeste da Espanha, numa serra chamada Penha de França. Lá, sua festa é comemorada no dia 8 de setembro. 
No Centro de Portugal, as festas em honra de Nossa Senhora da Penha de França, associadas às festas da Vista Alegre, são património cultural imaterial português. A Capela em sua honra é monumento nacional e a festa remonta a um período anterior ao estabelecimento da própria fábrica da Vista Alegre - século XVIII, tendo sido lentamente absorvida por esta, sendo que os festejos são hoje indissociáveis da instituição e adotam múltiplas dimensões culturais.
No Brasil, em São Paulo, em Itapira, em Maranguape, e em Cacimbinhas ocorre a cada 8 de setembro. Assim como em Jaraguá, no interior de Goiás, fundada na primeira metade do século XVIII, comemora-se no 08 de setembro, data em que é feriado municipal por se tratar das comemorações da festa da padroeira. Por sua vez Resende Costa, onde também é padroeira, comemora-se no dia 1° de setembro, assim como na cidade do Crato, na cidade de Campos Sales e no Bairro da Penha em Campos dos Goytacazes. Já no Espírito Santo, mais precisamente na Grande Vitória, a Festa da Penha é realizada todos os anos no Convento da Penha na cidade de Vila Velha sempre oito dias depois do domingo de Páscoa, sendo feriado municipal em Cariacica, Vila Velha, Vitória e também em Cachoeiro de Itapemirim, no sul do Estado. É considerada pela Igreja Católica como a terceira maior festa religiosa do Brasil, ficando atrás somente da comemoração que homenageia a padroeira do Brasil, em Aparecida (São Paulo), e do Círio de Nazaré, em Belém, no Pará. Em João Pessoa, a romaria em homenagem à Virgem da Penha ocorre anualmente no sábado que antecede a solenidade de Cristo Rei, em procissão que se consolidou como a maior peregrinação mariana da região Nordeste do Brasil.

## História

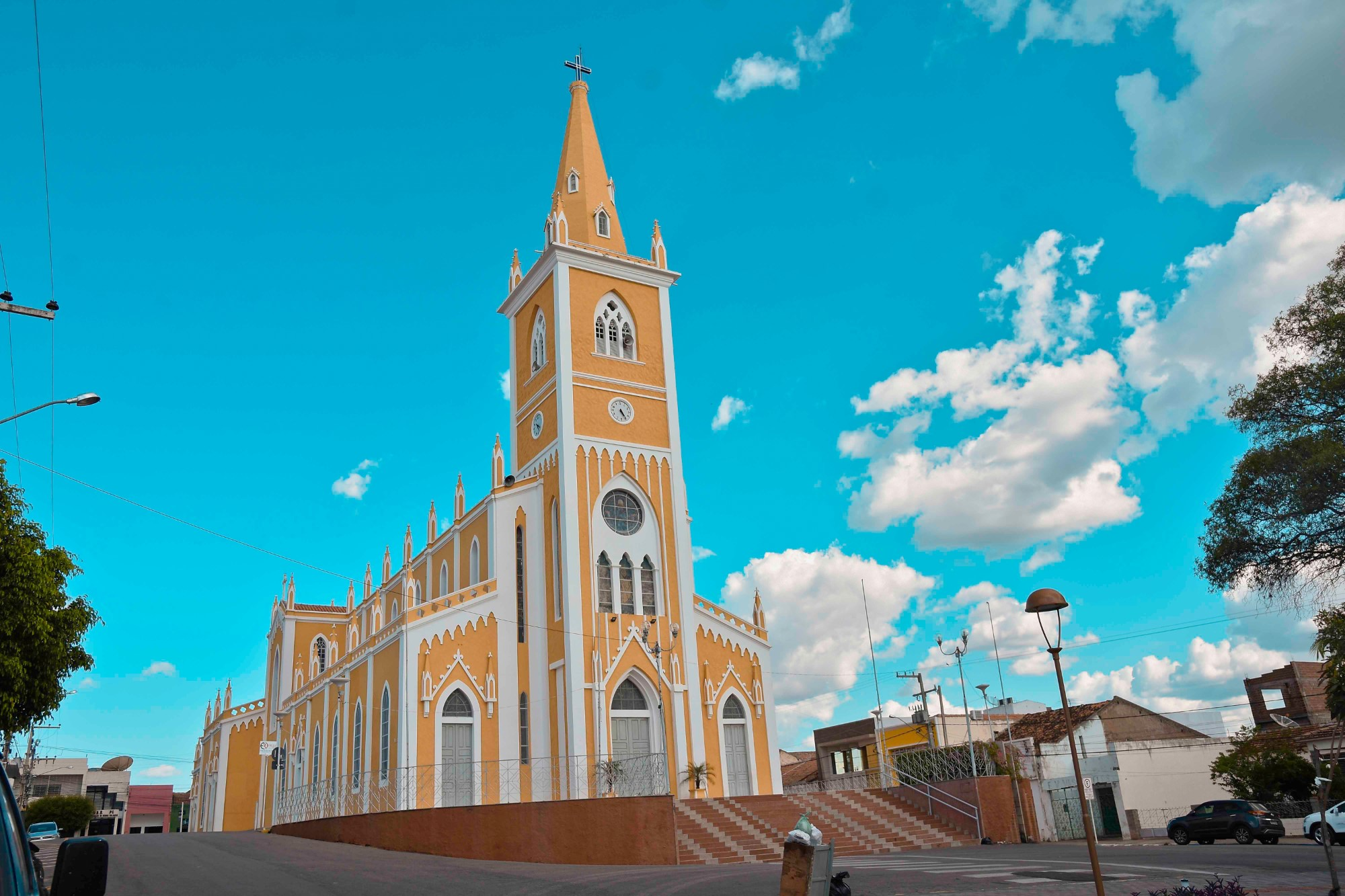
Igreja Matriz de Nossa Senhora da Penha, Serra Talhada, Pernambuco.

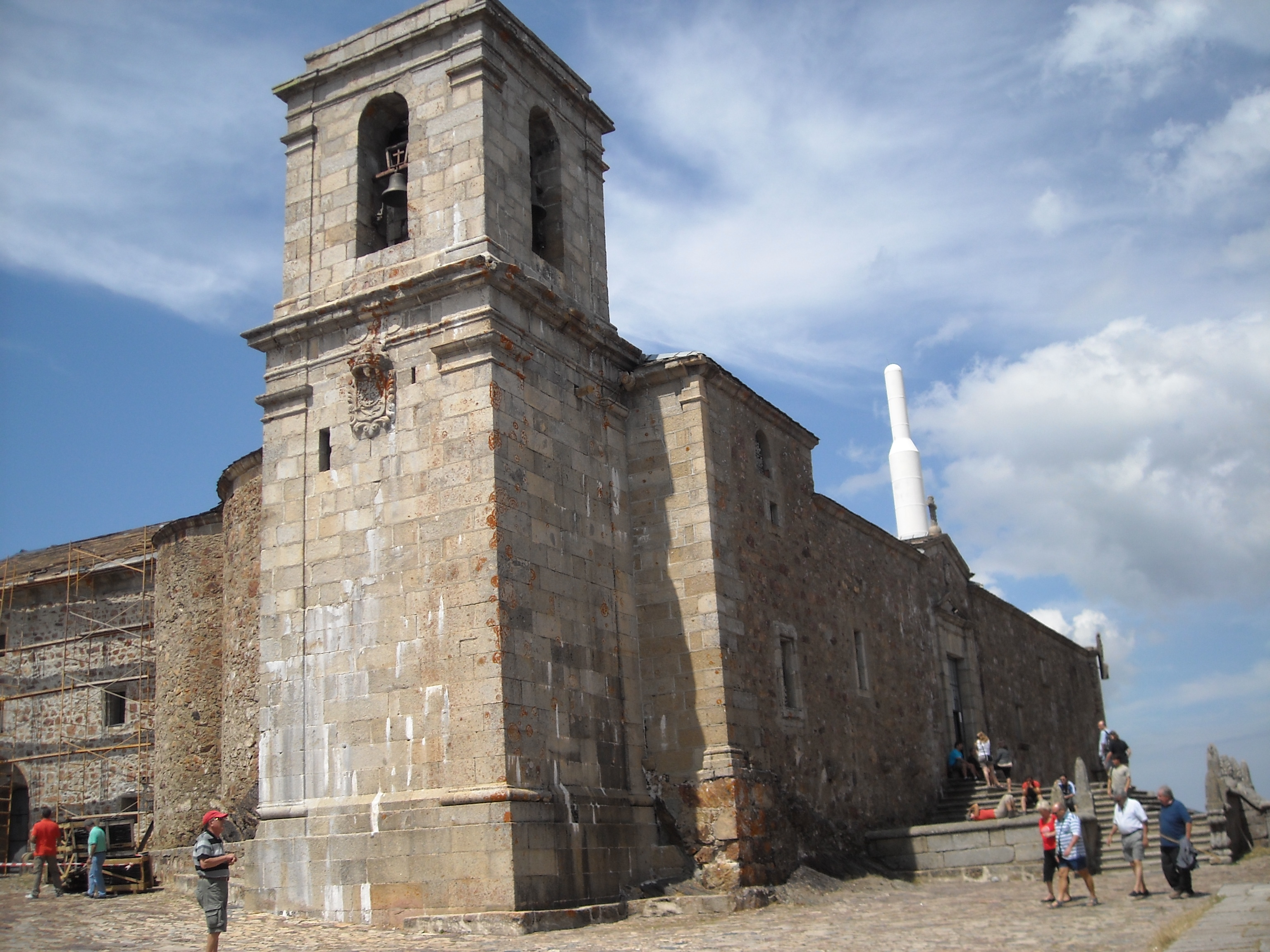
Santuário de Nossa Senhora da Penha de França. El Cabaco, Salamanca, Espanha.

Existia no oeste da Espanha uma serra muito alta e íngreme chamada Penha de França, na província de Salamanca (Castela e Leão).
Por volta de 1434, segundo algumas fontes históricas no dia 19 de maio, o peregrino francês Simão Vela sonhou com uma imagem de Nossa Senhora que estava enterrada no topo de escarpada montanha, em razão de uma guerra entre cristãos e muçulmanos, na qual os católicos escondiam suas imagens para não serem destruídas, cercada de luz e acenando para que ele fosse procurá-la. Simão Vela, assim se chamava o peregrino, durante cinco anos andou procurando a mencionada serra, até que um dia teve indicação de sua localização e para lá se dirigiu. Após três dias de intensa caminhada, pela razão de segundo ele próprio, em seus êxtases ouvir sempre a advertência divina: "Simão, vela e não durma!" (pelo que passou a adotar o sobrenome de Vela, como ficou conhecido), escalando penhas íngremes, o monge parou para descansar, quando viu sentada perto dele uma formosa senhora com o filho ao colo que lhe indicou o lugar onde encontraria o que procurava. Auxiliado por alguns pastores da região, conseguiu achar a imagem que avistara em sonho.
Construiu Simão Vela uma tosca ermida nesse local, que logo se tornou célebre pelo grande número de milagres alcançados por intermédio da Senhora da Penha de França, e mais tarde ali foi construído um santuário no topo da Penha de França, no município de El Cabaco (Salamanca, Espanha). O intelectual católico francês Maurice Legendre influenciou a recuperação do santuário (especificamente, em 1934 organizou uma peregrinação para marcar o quinto centenário da descoberta da imagem). Legendre é enterrado na nave da igreja.

## Iconografia da imagem

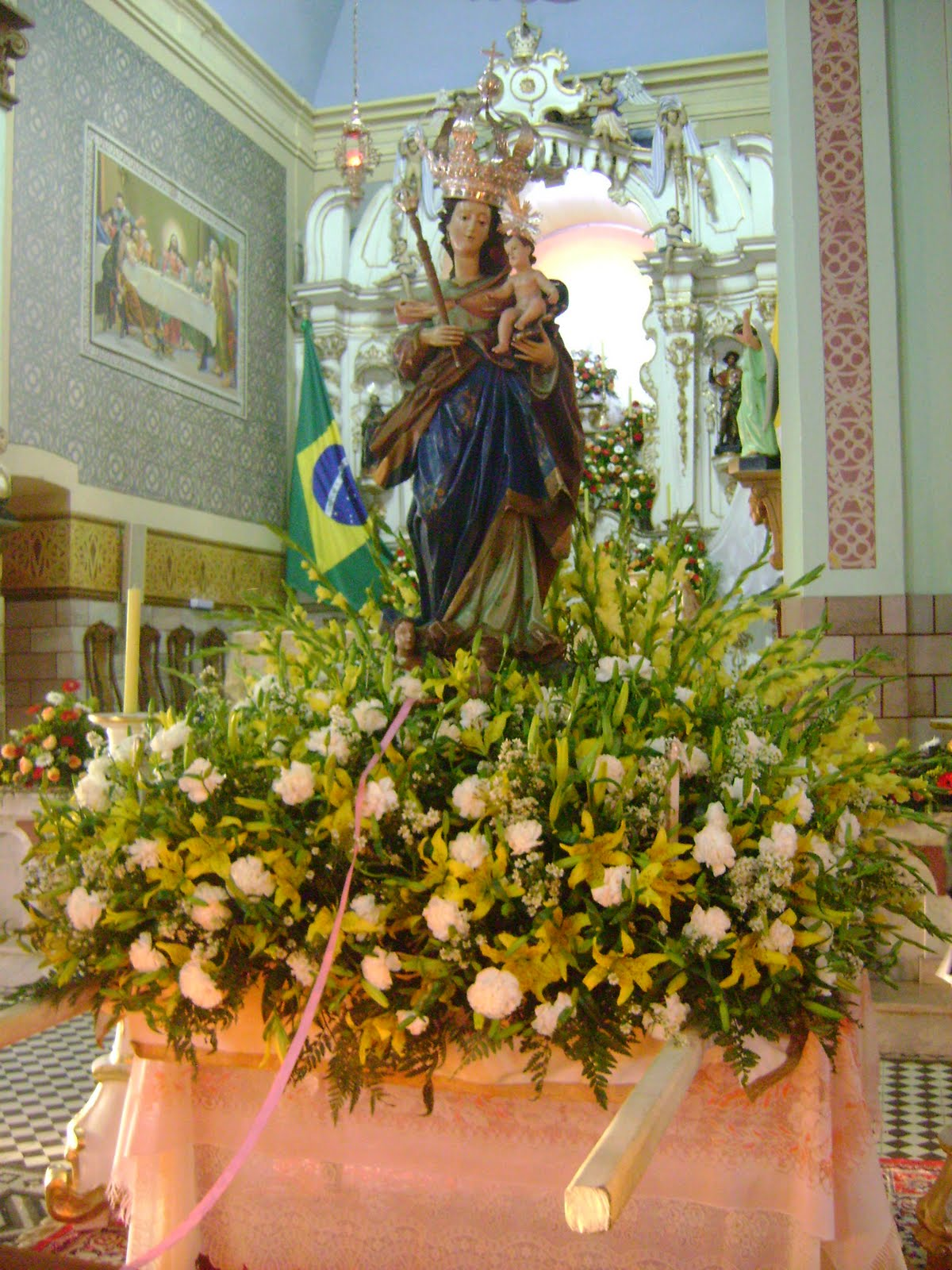
Imagem de Nossa Senhora da Penha de França, venerada em Resende Costa, Minas Gerais.

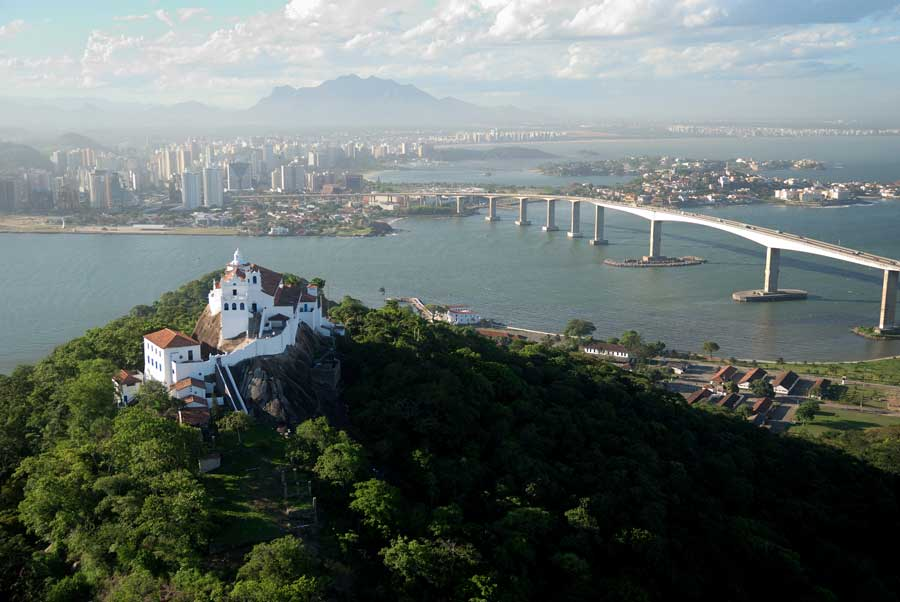
Convento da Penha, na cidade de Vila Velha, Espírito Santo.

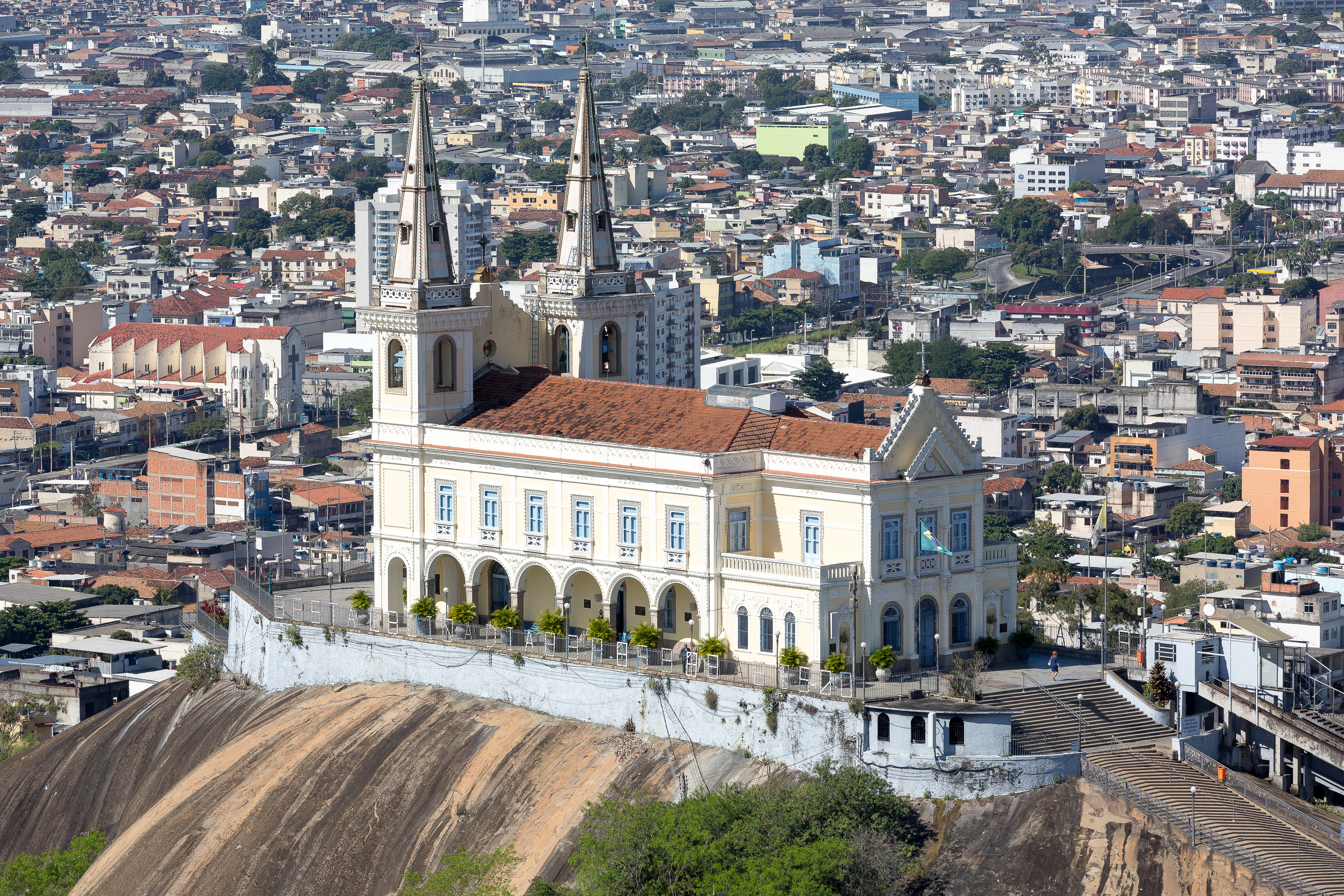
Basílica Santuário da Penha, no Rio de Janeiro.

A imagem comum do título é a do viajante a cavalo, atacado por uma cobra e salvo por um jacaré (versão brasileira do lagarto). No alto vê-se Nossa Senhora da Penha com o Menino Jesus no braço esquerdo e a mão direita estendida segurando às vezes um cetro. Esta representação da Virgem Maria é geralmente em pinturas, pois as esculturas mostram somente Maria com o Menino ao colo.

## Milagres
Um tempo após a famosa batalha de Alcácer-Quibir, uma peste assolou Portugal e como a Espanha se livrara do flagelo graças à intervenção de Nossa Senhora da Penha de França, o Senado da Câmara de Lisboa prometeu à Mãe de Deus construir um grandioso templo, se ela livrasse a cidade da moléstia. Extingui-se a epidemia quase subitamente, a Câmara mandou edificar magnífico santuário naquele local.
Este templo passou a atrair milhares de peregrinos e em certa ocasião um devoto, tendo subido ao alto da penedia vencido pelo cansaço adormeceu. Uma grande cobra aproximou-se para picá-lo quando um enorme lagarto saltou sobre ele despertando-o a tempo de matar a serpente com o seu bastão. Essa é a razão pela qual a imagem de Nossa Senhora da Penha tem aos pés um peregrino, a cobra e o lagarto.

## Começo da veneração da Santa no Brasil
No Brasil, a devoção veio trazida pelos colonizadores portugueses. A primeira ermida em sua honra foi erguida em Vila Velha, na antiga Capitania do Espírito Santo, entre 1558 e 1570 pelo Frei Pedro Palácios, um espanhol fervoroso devoto da santa. Depois foi erguida a da Penha do Irajá (1635).
Devoção a Nossa Senhora da Penha em São Paulo
Na cidade de São Paulo, em 1667, foi erguida uma pequena capela em devoção a Nossa Senhora da Penha de França e, em seu entorno, desenvolveu-se um dos bairros mais antigos, populosos e tradicionais da capital paulistana: a Penha de França, que, atualmente, abriga a antiga igreja matriz (na região conhecida por "igreja velha") e a basílica (conhecida por "igreja nova"), cuja pedra fundamental foi lançada em 1957. Ambos os templos são dedicados a Nossa Senhora da Penha de França e sua data festiva é celebrada a cada dia 8 de setembro.
Devoção a Nossa Senhora da Penha em Resende Costa/MG
Segundo moradores e fiéis, por volta de 1830, talvez alguns anos a mais ou a menos, o então padre residente em Resende Costa, na época Curato, Pe. Antônio de Pádua, após cumprir suas obrigações religiosas, se dirigia para o casarão da chácara Dr. Gervásio e se colocava a esculpir a imagem da então padroeira de Resende Costa, Nossa Senhora da Penha de França. Logo no início do trabalho, o padre escultor plantou algumas palmeiras na estrada da chácara, de um lado e outro. No final do trabalho, tendo a imagem esculpida, a comunidade se colocou em procissão, no dia 1 de setembro (motivo pelo qual Resende Costa dedica esse dia a Nossa Senhora da Penha de França e não o dia 8 de setembro, como é próprio da liturgia católica), com a imagem nos ombros, em direção à Igreja Matriz Nossa Senhora da Penha de França, onde passou ocupar o local mais alto do altar-mor, que ocupa até os dias atuais.
Devoção a Nossa Senhora da Penha em Itapira/SP
A Devoção á Nossa Senhora da Penha na cidade de Itapira, deu-se por conta de João Gonçalves de Morais, um dos fundadores da cidade, decidir derrubar a mata para construção de uma capela para abrigar a imagem de Nossa Senhora da Penha, que recebera de herança familiar, e proclamada padroeira da vila que haveria de se tornar em volta da capela, e posteriormente da cidade como nos dias atuais. Sua festa é celebrada em 08 de setembro, feriado municipal.

## Templos

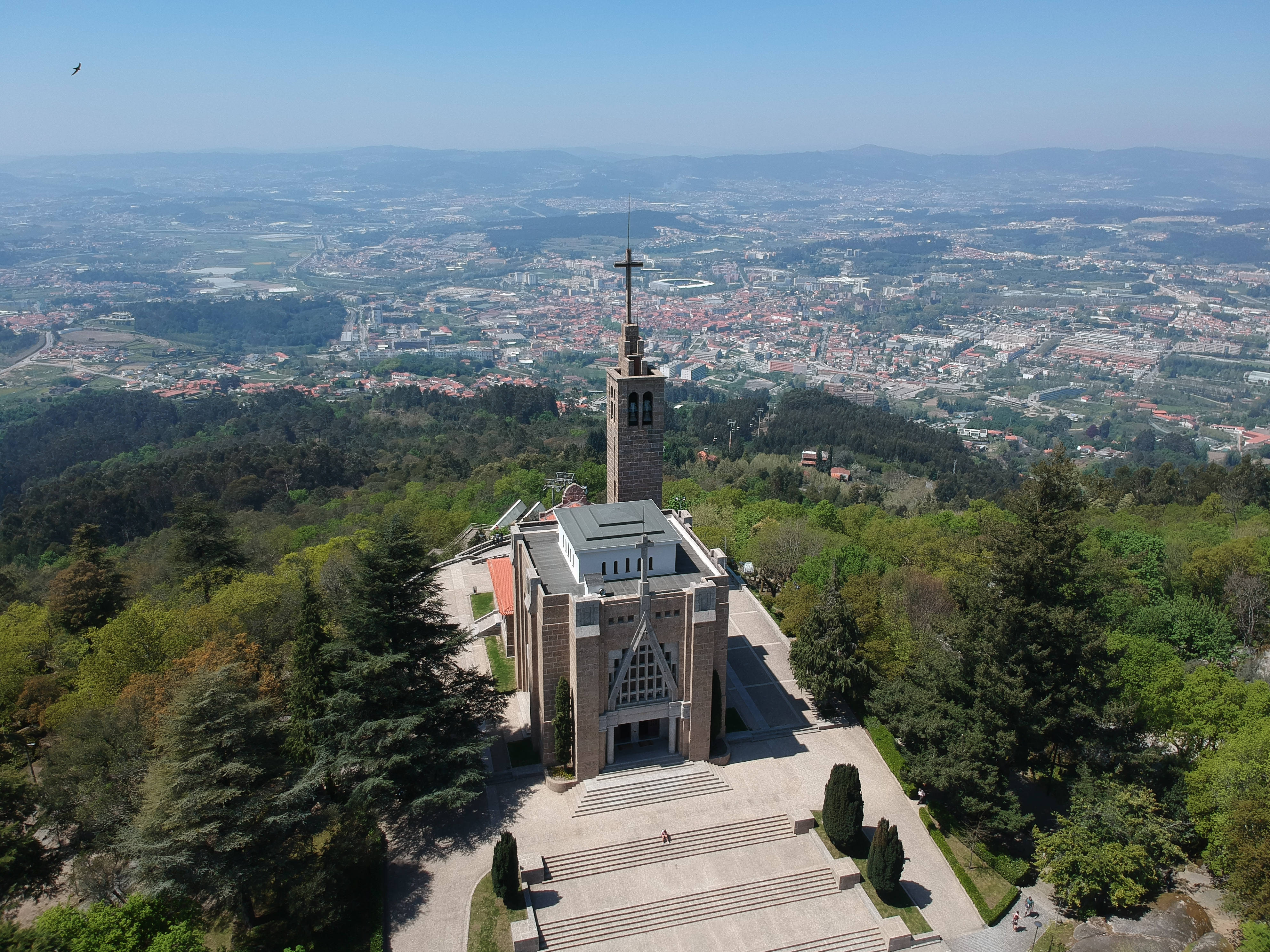
Santuário da Penha, Guimarães, Portugal.

### Portugal
- Capela de Nossa Senhora da Penha de França, Vista Alegre, em Ílhavo - Monumento Nacional
- Nossa Senhora da Penha, Castelo de Vide, Portalegre
- Capela de Nossa Senhora da Penha de França, Faial, Santana, Madeira
- Ermida de Nossa Senhora da Penha de França, Praia do Norte, concelho de Horta, ilha do Faial, Açores
- Igreja de Nossa Senhora da Penha de França, Água Retorta, Vila da Povoação, ilha de São Miguel, Açores
- Igreja de Nossa Senhora da Penha de França, Posto Santo, concelho de Angra do Heroísmo, ilha Terceira, Açores
- Igreja da Penha, Braga
- Santuário de Nossa Senhora da Penha de França, Penha de França, Lisboa[8]
- Santuário da Penha, Monte da Penha, Guimarães
- Capela Nossa Senhora da Penha, Agadão, Águeda
- Igreja e Convento de Nossa Senhora da Penha de França, Lisboa
- Igreja de Nossa Senhora da Penha, Castelo de Vide[9]

### Brasil
- Basílica da Penha, Recife, Pernambuco.
- Santuário de Nossa Senhora da Penha (Convento da Penha), Vila Velha, Espírito Santo.
- Santuário de Nossa Senhora da Penha, Passos - MG.
- Capela Centenária de Nossa Senhora da Penha, Passos - MG.
- Santuário de Nossa Senhora da Penha, Praia de Atafona, São João da Barra, Rio de Janeiro.[10]
- Igreja Matriz de Nossa Senhora da Penha de França, Jaraguá-GO, Brasil, construída em por volta de 1.720/30 aprox.
- Igreja Matriz de Nossa Senhora da Penha de França, Corumbá-GO, construída no século XVIII.
- Santuário de Nossa Senhora da Penha de França, Penha de França, São Paulo (Brasil).[11]
- Igreja Matriz de Nossa Senhora da Penha de França, Itapira, São Paulo (Brasil).
- Igreja Matriz de Nossa Senhora da Penha de França, Resende Costa, Minas Gerais (Brasil).
- Igreja Matriz de Nossa Senhora da Penha, Maranguape, Ceará, Brasil.
- Igreja Matriz de Nossa Senhora da Penha, Morro do Coco, Campos dos Goytacazes, Rio de Janeiro (Brasil).
- Igreja Matriz de Nossa Senhora da Penha, Bairro da Penha, Campos dos Goytacazes, Rio de Janeiro (Brasil).
- Igreja Matriz de Nossa Senhora da Penha, Conselheiro Josino, Campos dos Goytacazes, Rio de Janeiro (Brasil).
- Igreja de Nossa Senhora da Penha de França, Rio de Janeiro (Brasil).
- Igreja de Nossa Senhora da Penha de França, Salvador, Bahia (Brasil).
- Igreja de Nossa Senhora da Penha, Anjo da Guarda, São Luís do Maranhão (Brasil).
- Igreja Catedral de Nossa Senhora da Penha, Crato, Ceará, Brasil.
- Igreja de Nossa Senhora da Penha, Bairro Penha, Barbacena, Minas Gerais (Brasil).
- Igreja de Nossa Senhora da Penha, Vitoriano Veloso / Bichinho, Prados, Minas Gerais (Brasil).
- Igreja de Nossa Senhora da Penha, Praia da Penha, João Pessoa, Paraíba (Brasil).
- Igreja Matriz de Nossa Senhora da Penha de França, Bairro de Penha de França, São Paulo, São Paulo (Brasil).
- Igreja de Nossa Senhora da Penha, Bairro Jardim Brasília, Americana, São Paulo (Brasil).
- Igreja de Nossa Senhora da Penha, Matriz - centro de Estrela d'Oeste, São Paulo (Brasil).
- Igreja Nossa Senhora da Penha, Rio de Janeiro, Paraty.
- Igreja Nossa Senhora da Penha, Gameleira, Pernambuco.
- Igreja Nossa Senhora da Penha, Serra Talhada, Pernambuco.
- Igreja Nossa Senhora da Penha, Bairro Palmital, Santa Luzia, Minas Gerais (Brasil).
- Igreja Matriz de Nossa Senhora da Penha, Município de Penha, Santa Catarina (Brasil).
- Igreja Matriz de Nossa Senhora da Penha, Alegre, Espírito Santo (Brasil).
- Igreja Matriz de Nossa Senhora da Penha, Castelo, Espírito Santo (Brasil).
- Igreja Matriz de Nossa Senhora da Penha, Ipaba, Minas Gerais (Brasil).
- Igreja - Comunidade Rural Nossa Senhora Penha de França, Cuiabá, Mato Grosso (Brasil).
- Igreja Matriz de Nossa Senhora da Penha, Araguari, Minas Gerais (Brasil).
- Capela Nossa Senhora da Penha, Comunidade Itaguaba, São Sebastião do Paraíso, Minas Gerais (Brasil).

### Espanha
- Santuário original: Santuário de Nossa Senhora da Penha de França, no topo da Penha de França, no município de El Cabaco (Salamanca, Castela e Leão).
- Igreja de San Andrés, em Ciudad Rodrigo (Salamanca, Castela e Leão).[12]
- Convento de Santo Estêvão, em Salamanca (Castela e Leão).
- Ermida de Nossa Senhora da Penha de França, em Zamora (Castela e Leão).
- Igreja de San Martín, em Valladolid (Castela e Leão).
- Igreja de Nossa Senhora da Penha de França, em Puerto de la Cruz, Canárias.[13][14]
- Igreja de Santa María, em Dozón (Pontevedra).[15]
- Igreja de Santiago de Parada ou Parada de Achas, em La Cañiza, Pontevedra.[16]

### México
- Igreja de Nossa Senhora da Penha de França, em Villa del Carbón (México).[17]

### Argentina
- Catedral de Córdova (Argentina).[18]

### Índia
- Igreja de Nossa Senhora da Penha de França, Britona,[19] Goa (Índia).[20]

### Filipinas
- Basílica de Nossa Senhora da Penha de França, em Naga, Bicol, (Filipinas).[21]